# Ter-Meer-Reaktion
Die Ter-Meer-Reaktion ist eine Namensreaktion in der organischen Chemie und dient der Überführung eines geminalen Nitrohalogenalkans in ein geminales Dinitroalkan.
Die Reaktion ist nach ihrem Entdecker Edmund ter Meer (1852–1931) benannt.
Mechanistisch handelt es sich um eine aliphatische nukleophile Substitution des Halogenid-Ions (im Formelbeispiel Chlorid) durch ein Nitrit-Ion. Hierfür wird ein Reaktionsmechanismus vorgeschlagen, bei dem im ersten Schritt vom Nitroalkan 1 ein Proton abgespalten wird und das Carbanion 2 entsteht. Dieses Nitrocarbanion wird zu 3 reprotoniert und schließlich das Chlorid nukleophil durch Nitrit substituiert. Es resultiert das geminale Dinitroalkan 4.
Werden Nitrohalogenalkane dagegen mit Kaliumhydroxid behandelt, entstehen in einer ähnlichen Reaktion ein Gemisch der beiden cis-trans-Isomere [(E)/(Z)-Isomere] des vicinalen Dinitroalkens: